# Reportagefilm Danmark
|  | Denne artikel er oprettet af botten Steenthbot ud fra en ekstern database. Den kan derfor have sproglige fejl eller mangler. Denne skabelon kan fjernes efter kontrol af indholdet. |

Reportagefilm Danmark er en dansk dokumentarfilm fra 1941.

## Handling
En blanding af klip fra diverse ugerevyer fra 1940-1941:

1) Udsigt over Københavns tage (uden lyd).

2) Københavns Zoo har fået en girafbaby.

3) Dronning Alexandrine og kronprinsesse Ingrid deltager i Diakonissestiftelsens bazar. Dronningen har sin egen bod.

4) Fastelavn i København med tøndeslagning og karneval (Dansk Film-Avis nr. 546).

5) Christian X rider igennem København og hyldes paa sin 70 års fødselsdag (tysk ugerevy).

6) 100 særtog med danske arbejdere kører til Tyskland. Tog nr. 100 med ca. 600 arbejdere forlader Hovedbanegården.

7) Stabelafløbning på Aalborg Skibsværft - et chilensk passager- og fragtskib døbes "Angamos" og søsættes under stor festivitas.

8) Man har fundet landets ældste slægtsgårde, hvoraf de fleste ligger i Sønderjylland, navnlig på Als. Der afholdes en slægtsgårdsfest på Danebod Højskole. Handels- og kontoristforeningens Herrekor sang og besøgte dagen efter Dybbøl, hvor en krans blev lagt ned.

9) En dansk-tysk aftale om jernbane- og automobilforbindelsen over Rødby-Femern indgås. Trafikminister Gunnar Larsen underskriver.

10) UFA afholder filmkongres i Bellevue Teatret i Klampenborg. Filmjournalister fra samtlige af landets aviser er til stede.

## Medvirkende
- Dronning Alexandrine
- Dronning Ingrid
- Kong Christian X